# Jean-Baptiste Pastré
Pour les articles homonymes, voir Pastré.
Jean-Baptiste Pastré (Marseille, 10 octobre 1804 - Marseille, 19 août 1877) est un banquier et vendeur d’armes français. Il est président de la Chambre de commerce de Marseille de 1852 à 1866.

## Biographie

### Naissance
Jean-Baptiste Pastré est né le 10 octobre 1804 à Marseille. Ses parents sont Jean-François Pastré (1758-1821), tanneur et négociant, devenu armateur pendant la révolution et Marie-Eugénie Gauthier (1776-1862), issue d'une famille de négociants réputés dans le commerce avec les Antilles. Il a une sœur Amélie Pastré (1800-1880) et trois frères, Jean Joseph Pastré (1801-1861), Eugène Pastré (1806–1868) et Jules Pastré (en), prince d'Edde (1810-1902),.

### Carrière
Jean-Baptiste Pastré est un éminent homme d'affaires et banquier de Marseille, mais également un marchand d'armes,,. Ainsi, il vend des armes à l'armée française pendant la guerre de Crimée de 1853-1856.
Jean-Baptiste Pastré profite des relations amicales de sa mère avec Méhémet Ali pour s’installer en Égypte à l’âge de dix-neuf ans,. Il y crée une institution financière en 1825.
Dans les années 1840 à 1860, il est un des principaux investisseurs français en Égypte, aux côtés de Delort de Gléon et de Édouard Dervieu (1824-1905). En 1862, il participe à la création de la Banque anglo-égyptienne.
Pendant le années 1850, il siège au conseil d’administration de la Société Louis Arnaud, Touache Frères et compagnie, société en commandite, devenu ultérieurement la Compagnie de navigation mixte, et à celui des Messageries Maritimes, deux sociétés de transport maritime.
À Marseille, Jean-Baptiste Pastré devient le premier président de la Société Marseillaise de Crédit,. Il est aussi le premier vice président de la Compagnie des Docks et Entrepôts de Marseille, qu’il a co-fondé,.
Jean-Baptiste Pastré est membre de la Chambre de commerce de Marseille de 1836 à 1842, puis de 1845 à 1849. Il en devient le président de 1852 à 1866,,,,,.
Il est également actif dans le négoce de l'arachide, sur la Côte ouest de l'Afrique, mais subit la concurrence d'un autre grand négociant marseillais, Charles-Auguste Verminck, qui reprend l’huilerie Rocca en 1869, puis en 1877 les actifs africains de Jean-Baptiste Pastré, à son décès, dans le négoce de l'arachide, dans la future Guinée.
À ce titre, il décrit Marseille comme lieu de rencontre entre l'Ouest et l'Est, et la Méditerranée comme l'endroit où la paix doit être forgée. Il a également été conseiller municipal de Marseille.

### Vie privée
Jean-Baptiste Pastré se marie avec Marie-Thérèse Poncet (1821-1879) le 15 février 1841. Ils ont trois enfants :
- Marie Jeanne Faustine Pastré (1841-1919)[1].
- Eugénie Pastré (1843- ?)[1].
- Rose Pastré (1847-1892)[1].

Ils résident au 57 rue Saint-Ferréol à Marseille, avant de faire construire le château de la Campagne Pastré.
Jean-Baptiste Pastré meurt le 19 août 1877 à Marseille.